# Archidiecezja Suva
Archidiecezja Suva (łac. Archidioecesis Suvanus, ang. Archdiocese of Suva) – rzymskokatolicka archidiecezja ze stolicą w Suvie na Fidżi.
Arcybiskup Suva jest również metropolitą metropolii Suva.
Obecnie arcybiskupem Suva jest Peter Loy Chong.
Na terenie archidiecezji żyje 180 zakonników i 159 sióstr zakonnych.

## Historia
27 marca 1863 powstała Prefektura Apostolska Wysp Fidżi.
W dniu 10 maja 1887 prefekturę podniesiono do godności wikariatu apostolskiego i nadano mu nazwę Wikariat Apostolski Wysp Fidżi.
Dnia 21 czerwca 1966 wikariatowi nadano godność archidiecezji i nazwano Archidiecezja Suva.

## Biskupi i arcybiskupi

### Prefekt Apostolski Wysp Fidżi
- Jean-Baptiste Breheret SM[a] (1863 – 1887)

### Wikariusze apostolscy Wysp Fidżi
- Julien Vidal SM[a] (13 maja 1887 – 2 kwietnia 1922 zmarł)
- Charles-Joseph Nicolas SM[a] (2 kwietnia 1922 – 15 sierpnia 1941 zmarł)
- Victor Frederick Foley SM[b] (11 maja 1944 – 21 czerwca 1966) później arcybiskup

### Arcybiskupi
- Victor Frederick Foley SM (21 czerwca 1966 – 1 stycznia 1967)
- George Hamilton Pearce SM[c] (22 czerwca 1967 – 10 kwietnia 1976) zrezygnował ze stanowiska, aby arcybiskupem mógł zostać Fidżyjczyk
- Petero Mataca (10 kwietnia 1976 – 19 grudnia 2012)
- Peter Loy Chong (od 19 grudnia 2012)